# Taliabu
Taliabu är en ö i Indonesien.   Den ligger i provinsen Maluku Utara, i den nordöstra delen av landet, 2 100 km öster om huvudstaden Jakarta. Arean är 15 078 kvadratkilometer.